# 张雄 (唐朝)
张雄（？—893年9月18日），唐朝末年军阀，自886年始控制一支军队在长江下游地区游荡，并成为争夺淮南、镇海两镇控制权的各路军阀之间的关键角色。张雄最终于887年在上元安顿下来，并控制该地区直至893年过世。
同时期亦有一名张雄，又称张神剑，与此张雄不是一人。

## 家世
张雄是漣水人，在漣水所属的感化军为偏将。一次，他同样来自漣水的同僚冯弘铎被小吏所辱，他为冯辩护，结果却使感化军节度使时溥对他们都产生了疑心。光启二年（886年）十月，张、冯得知受到时溥怀疑，聚集了三百人，离开感化，渡过长江，攻镇海军治下的苏州，据之，张雄自称刺史。最后他聚集到一支规模为五万、战舰一千多艘的军队，自号为天成军。

## 游荡行军
张雄占据苏州，引起镇海军节度使周宝不快、不安。周宝得知与自己敌对的高骈的部下六合镇遏使徐约有一支精锐的军队，引诱徐约攻苏州，许诺事成后将苏州给他。光启三年（887年）四月，徐约攻张雄；张雄无力支当，率众逃入东海。他派别将赵晖率部分军队和舰队沿长江西进占据上元，赵晖得手了。张雄以上元为西州，自负其才，欲治台城为府，旌旗衣服僭拟于王者。
与此同时，淮南军部扬州陷入自相残杀的战斗中：左厢都知兵马使毕师铎担心高骈宠信的术士吕用之要杀他而兵变夺取了扬州，控制了高骈。同月，张雄趁机接近扬州，在扬州附近的东塘停住。高骈部下左莫邪都虞候申及投奔张雄。随后，战事再度在毕师铎、被他授以淮南节度权的盟友宣歙观察使秦彦与围困扬州的庐州刺史杨行密之间爆发。八月，秦彦、毕师铎因食物短缺，希望得到张雄强兵的援助，授张雄仆射告身，出城中金玉珠缯换取张雄富余的粮食，一条通犀带换米五升，一锦衾换糠五升，二斤银子换米一斗。但张雄军得到城中的财物而变富后，拒绝加入秦、毕一方作战，顾自离去，不久更反而秘密帮助杨行密。十一月，杨行密破城，秦、毕出逃。他们最初试图投靠张雄，被张雄拒绝，转而加入在奉国军自称皇帝的秦宗权的弟弟秦宗衡的军队。后秦宗衡为副将孙儒所杀，孙儒诛杀秦彦、毕师铎，败杨行密，夺扬州。
此时，周宝已在一场兵变中失去对镇海军的控制权，部下很多士兵逃奔赵晖，赵晖部下达到数万人。赵晖因而变得骄傲，建台城为居所，开始过奢侈的生活，也和张雄断绝了联系。闰十一月，当张雄离开东塘沿长江西进时，赵晖更想阻止他。张雄怒攻上元并将其攻陷。赵晖逃走，被部下所杀。张雄坑杀赵晖的所有降卒，在上元安居。

## 控制上元
同时，杨行密已回到庐州，谋攻秦彦离开宣歙以图控制淮南时委任留守的现任宣歙观察使赵鍠，文德元年（888年）八月，他说服张雄和和州刺史孙端先对赵鍠发动进攻，迫使赵鍠迎战。赵鍠击败张、孙的同时，杨行密亲自攻败赵鍠，最终攻陷其军部宣州，以观察使身份接管了宣歙。
唐昭宗于大顺元年（890年）在上元设置昇州，任张雄为刺史。景福二年（893年）八月，张雄卒，冯弘铎自称代刺史。张雄善于驭众，士兵因而纪念他，为他立庙。

## 延伸阅读
[在维基数据编辑]
 《新唐書/卷190》，出自《新唐書》